# 767 (numero)
Settecentosessantasette (767) è il numero naturale dopo il 766 e prima del 768.

## Proprietà matematiche
- È un numero dispari.
- È un numero composto, con 4 divisori: 1, 13, 59, 767. Poiché la somma dei suoi divisori (escluso il numero stesso) è 73 < 767, è un numero difettivo.
- È un numero semiprimo.
- È un numero intero privo di quadrati.
- È un numero odioso.
- È un numero congruente.
- È un numero palindromo e un numero ondulante nel sistema numerico decimale e nel sistema di numerazione posizionale a base 17 (2B2).
- È parte delle terne pitagoriche (295, 708, 767), (767, 1656, 1825), (767, 4956, 5015), (767, 22620, 22633), (767, 294145, 294145).

## Astronomia
- 767 Bondia è un asteroide della fascia principale del sistema solare.
- NGC 767 è una galassia spirale della costellazione della Balena.

## Astronautica
- Cosmos 779 è un satellite artificiale russo.

## Altri ambiti
- Boeing 767 è un aereo di linea realizzato dall'azienda statunitense Boeing.